# Anthony Birley
Anthony Richard Birley (Bardon Mill, 8 oktober 1937 – Newcastle upon Tyne, 19 december 2020) was een Brits oudhistoricus en archeoloog. Hij was de hoogleraar Oude Geschiedenis aan de Universiteit van Manchester (1974-1990) en de Heinrich Heine-Universiteit in Düsseldorf (1990-2002). 

## Loopbaan
Hij was de zoon van de archeoloog Eric Birley (1906-1995), die Chesterholm, het huis naast Vindolanda, kocht. Anthony Birley werd hier geboren. Hij en zijn broer Robin (1935-2018) begonnen om Vindolanda uit te graven en hebben aan veel van de opgravingen deelgenomen. Hij werd opgeleid aan Clifton College (1950-1955), Magdalen College, een college van de Universiteit van Oxford (1956-1963) (Classics, Litt Humaniores): BA, 1e cl., Hons., 1960.
Zijn interesses gingen onder andere uit naar de prosopografie en biografieën van Romeinse keizers. Hij schreef belangrijke biografische werken over de Romeinse keizers, Hadrianus, Marcus Aurelius en Septimius Severus. Hij hield zich ook diepgaand bezig met de Historia Augusta, een zeer controversiële verzameling biografieën uit de late oudheid. Birley was sinds 1994 gewoon en sinds 2002 corresponderend lid van de Noordrijn-Westfaalse Academie van Wetenschappen (Geesteswetenschappen) en lid van de Society of Antiquaries of London en het Deutsches Archäologisches Institut.
Birley overleed op 83-jarige leeftijd in de Royal Victoria Infirmary in Newcastle.